# Mikroregion Três Passos

Mikroregion Três Passos

Mikroregion Três Passos – mikroregion w brazylijskim stanie Rio Grande do Sul należący do mezoregionu Noroeste Rio-Grandense. Ma powierzchnię 3.869,4 km²

## Gminy
- Barra do Guarita
- Boa Vista do Buricá
- Bom Progresso
- Braga
- Campo Novo
- Crissiumal
- Derrubadas
- Doutor Maurício Cardoso
- Esperança do Sul
- Horizontina
- Humaitá
- Miraguaí
- Nova Candelária
- Redentora
- São Martinho
- Sede Nova
- Tenente Portela
- Tiradentes do Sul
- Três Passos
- Vista Gaúcha